# Mesa da Câmara dos Deputados do Brasil

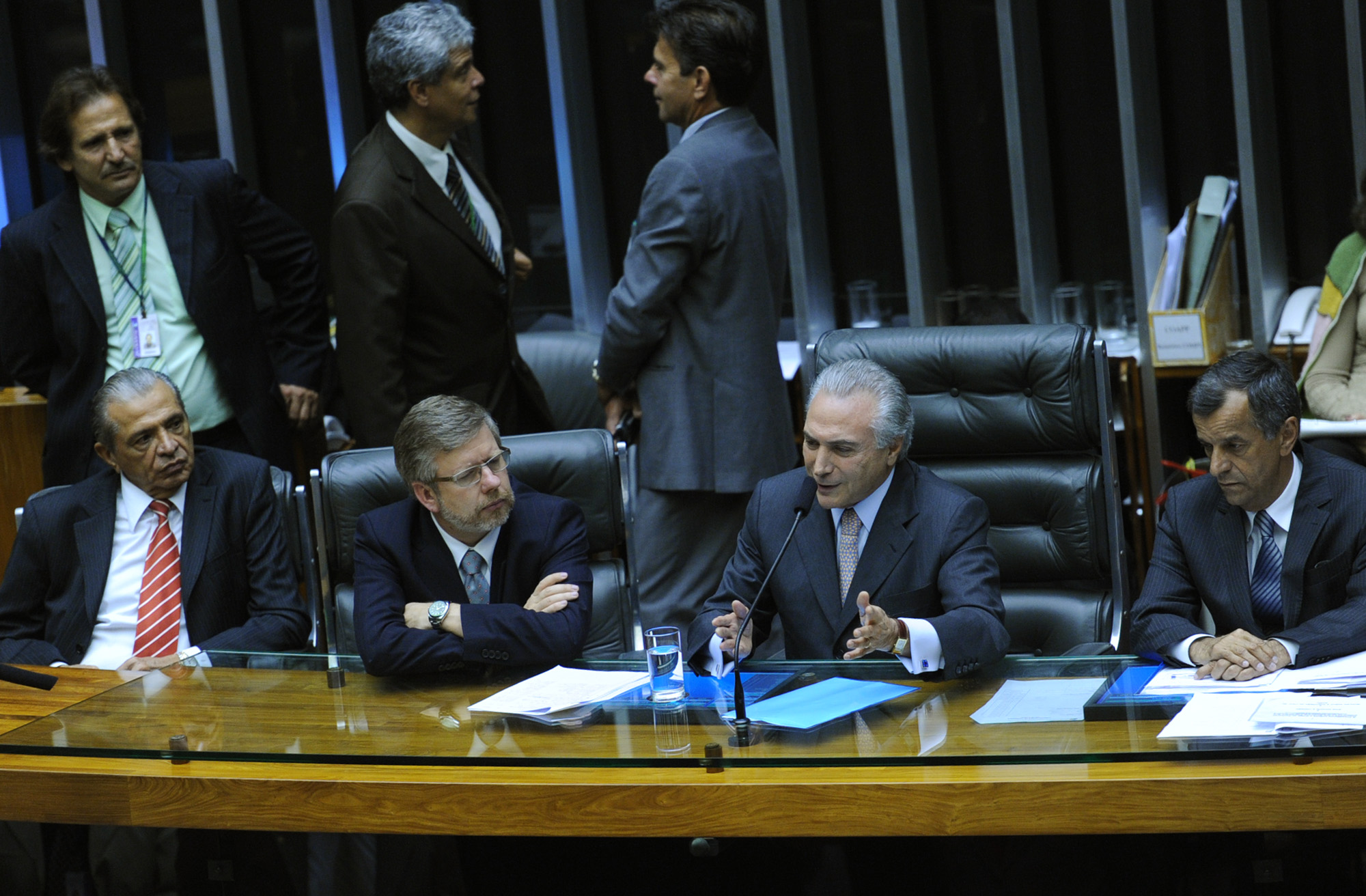
Mesa diretora da Câmara dos Deputados em 2010.

A Mesa Diretora da Câmara dos Deputados do Brasil é o órgão responsável pela direção dos trabalhos legislativos e dos serviços administrativos da Câmara dos Deputados do Brasil.
É composta pela Presidência, integrada por um presidente e dois vice-presidentes, e pela Secretaria, que conta com quatro secretários e quatro suplentes de Secretário. A competência de cada um de seus membros é definida em ato que deve ser publicado dentro de 30 sessões após a composição da Mesa, sendo que terão a competência da sessão legislativa anterior enquanto não for publicado tal ato.
A Mesa reúne-se ordinariamente de forma quinzenal, e, de forma extraordinária, sempre que for convocada pelo Presidente ou por quatro membros efetivos.

## Atribuições
O art. 15 do Regimento Interno da Câmara estabelece as atribuições da Mesa Diretora da Câmara. Dentre elas estão as seguintes:
- Dirigir todos os serviços da Casa durante a sessão legislativa e nos seus interregnos;
- Alternar com a Mesa do Senado a posição de Mesa do Congresso Nacional;
- Junto à Mesa do Senado, promulgar as emendas à Constituição Federal em sessão conjunta do Congresso Nacional;
- Propor ação de inconstitucionalidade ao Supremo Tribunal Federal;
- Emitir parecer sobre a elaboração do Regimento Interno da Câmara e suas alterações;
- Conferir atribuições a seus membros (vice-presidentes e secretários), dentro de 30 sessões após sua composição;
- Fixar diretrizes para a divulgação das atividades da Câmara;
- Adotar medidas para preservar e valorizar a imagem da Câmara dos Deputados;
- Defender judicial ou extrajudicialmente as prerrogativas constitucionais dos Deputados;
- Fixar, no início da primeira e da terceira sessões legislativas da legislatura, ouvido o Colégio de Lideres da Câmara, o número de Deputados por partido político ou bloco parlamentar em cada Comissão Permanente;
- Elaborar, ouvido o Colégio de Líderes e os Presidentes das Comissões Permanentes, projeto de Regulamento Interno das Comissões;
- Cumprir decisões judiciais;
- Apreciar e encaminhar pedidos escritos de informação a Ministros de Estado;
- Declarar a perda do mandato de Deputado previstos no art. 55 da Constituição;
- Aplicar a penalidade de censura escrita a Deputados;
- Decidir, em grau recursal, matéria relativa ao ordenamento jurídico do pessoal da Câmara;
- Propor, privativamente projeto dispondo sobre organização, funcionamento, polícia, regime jurídico, criação e transformação e extinção de cargos, empregos e funções, além da fixação da respectiva remuneração;
- Prover os cargos, empregos e funções;
- Conceder licença, aposentadoria e vantagens, bem como colocar os servidores em disponibilidade;
- Requisitar servidores da administração pública direta, indireta ou fundacional;
- Aprovar a proposta orçamentária, encaminhando-a ao Poder Executivo;
- Encaminhar ao Executivo requerimento de crédito adicional necessário ao funcionamento da Câmara;
- Estabelecer limites de competência para as autorizações de despesa;
- Autorizar a assinatura de convênios e contratos de prestação de serviço;
- Aprovar o orçamento analítico da Câmara;
- Autorizar licitações, homologar seus resultados e aprovar o calendário de compras;
- Exercer fiscalização financeira sobre entidades subvencionadas;
- Encaminhar ao Tribunal de Contas da União a prestação de contas da Câmara;
- Requisitar reforço policial.

## Composição

### Presidência da Mesa Diretora

#### Presidente
O presidente da Mesa Diretora, que também é o presidente da Câmara dos Deputados, é o representante da Câmara quando esta se pronuncia coletivamente, além de ser o supervisor de seus trabalhos e de sua ordem. Este cargo é exercido exclusivamente por brasileiro nato de acordo com o Art. 12, § 3º da Constituição Federal.
Além disso, ele é o terceiro na linha de sucessão presidencial do Brasil, vindo a ocupar o cargo na ausência do Vice-presidente da República, além de integrar o Conselho de Defesa Nacional e ser o diretor máximo da Polícia Legislativa Federal, responsável pelo policiamento ostensivo e judiciário das dependências da Câmara.
De acordo com o Art. 17 do Regimento Interno da Câmara, compete ao presidente presidir as sessões do plenário e nela manter a ordem, conceder a palavra, verificar o tempo restante de cada orador ou aparteante, convidar o orador a expressar se está falando a favor ou contra determinada proposição, interromper ou retirar a palavra de orador que se afasta do tema ou usa sua palavra para falar de tema vencido em votação, determinar o não registro em ata de discurso ou aparte, convidar Deputado a retirar-se do recinto, quando este esteja atrapalhando a ordem, suspender ou levantar a sessão, autorizar a publicação de informações ou documentos, nomear comissão especial, após ouvir o Colégio de Líderes, decidir sobre questões de ordem, anunciar a Ordem do Dia, anunciar o projeto concluído pela Comissão, submeter a votação matéria discutida, anunciar o resultado da votação, declarar prejudicialidade de projeto, organizar a agenda, ouvido o Colégio de Líderes, convocar as sessões, desempatar votações ostensivas e aplicar censura verbal a Deputados.
Também compete ao Presidente, no âmbito das Comissões: designar os membros titulares e suplentes mediante comunicação dos Líderes ou independentemente desta após o prazo regimental, declarar a perda do lugar do Deputado faltante, assegurar seu pleno funcionamento, solicitar esclarecimentos do Relator ou outro membro da Comissão, convocar as Comissões Permanentes para a eleição de seus presidentes e julgar recurso relativo a questão de ordem e cumprir e fazer cumprir o regimento interno.
Outras competências atribuídas ao cargo incluem: distribuir as matérias a serem discutidas entre as comissões, deferir a retirada de proposição da Ordem do Dia, despachar requerimentos, determinar o arquivamento ou desarquivamento de proposições, determinar a publicação de matéria referente na Voz do Brasil, decidir sobre convocação extraordinária do Congresso Nacional, dar posse aos Deputados e conceder-lhes licença, declara a vacância de cargo de Deputado,  zelar pelo prestígio e decoro da Câmara.
Em decorrência de seu cargo, não pode o Presidente da Mesa oferecer proposição como Deputado, nem votar em Plenário, salvo em caso de escrutínio secreto ou para desempatar resultado de votação ostensiva. Enquanto discute matéria deverá passar o cargo ao seu substituto, e não poderá reassumir a presidência enquanto se debater matéria que se propôs a discutir.

#### Primeiro Vice-presidente
Além de substituir o presidente e suas respectivas competências na ausência ou impedimento deste, o primeiro vice-presidente da Câmara também é responsável por elaborar pareceres opinativos sobre requerimentos de informações a autoridades e projetos de resolução da Câmara.

#### Segundo Vice-presidente
Além de substituir o presidente e suas respectivas competências na ausência ou impedimento deste e do primeiro vice-presidente, o segundo vice-presidente da Câmara também é responsável por examinar e elaborar pareceres opinativos sobre requerimentos de ressarcimento de despesas médico-hospitalares decorrentes de assistência médica ou cirúrgica  aos deputados federais, além de gerir o Programa de Legislação Interativa (PROLEGIS), iniciativa entre a Câmara dos Deputados e as assembleias legislativas dos estados e Distrito Federal e as câmaras municipais, com a finalidade de desenvolver sistematicamente a ação legislativa.

### Secretaria da Mesa
Os secretários da Mesa Diretora são enumerados em Primeiro, Segundo, Terceiro e Quarto, de acordo com a ordem decrescente da votação obtida. De igual forma, são denominados os quatro suplentes dos secretários.
Além de superintender os serviços administrativos, competem a eles: receber convites, representações, petições e memoriais, receber e fazer correspondência, decidir em primeira instância recurso contra ato do Diretor Geral da Câmara, interpretar o ordenamento jurídico do pessoal da Câmara e dar posse ao Diretor-Geral da Câmara, bem como ao Secretário-Geral da Mesa.

#### Primeiro-Secretário
O Primeiro-Secretário possui competências relacionadas à administração geral da Câmara, conforme definidas no regimento interno, com algumas delas sendo:
- Credenciar representantes de veículos de Imprensa, órgãos públicos, entidades e instituições de âmbito nacional da sociedade civil para ter acesso às dependências da Câmara.
- Encaminhar, após apreciação do primeiro vice-presidente, requerimentos de informação de deputados a ministros de Estado e titulares de órgãos subordinados à Presidência da República.
- Encaminhar, após elaboração de parecer, indicações de deputados aos outros Poderes (Executivo e Judiciário) para adoção de providências, tais como atos administrativos e requerimentos ao Poder Executivo de envio de projeto legislativo de sua iniciativa exclusiva.
- Ratificar despesas da Câmara.
- Receber e enviar correspondências de caráter oficial da Câmara, excetuando as das comissões parlamentares.[5]

#### Segundo-Secretário
O Segundo Secretário possui competências relacionadas a estágios, diplomacia e premiações da Câmara. Ele é responsável, dentre outras funções, por promover e supervisionar os programas de estágio da Câmara, por realizar e organizar premiações dos seguintes prêmios como a Medalha Mérito Legislativo, o Prêmio Dr. Pinotti e outros, por representar a Câmara dos Deputados em suas representações com o Ministério das Relações Exteriores e as embaixadas e por supervisionar a emissão de passaportes diplomáticos e vistos para missão oficial concedidos a parlamentares.

#### Terceiro-Secretário
O Terceiro-Secretário possui competências relacionadas a ausências  é responsável por autorizar o ressarcimento de despesas com passagens aéreas em viagens internacionais, conforme o artigo 228 do Regimento Interno da Câmara, e examinar requerimentos de licença e justificativa de faltas, encaminhando os casos omissos à Mesa Diretora.

#### Quarto-Secretário
O Quarto-Secretário possui competências relacionadas a habitação e residências dos deputados. Ele é responsável por supervisionar o sistema habitacional da Câmara, propor à Mesa Diretora a compra, venda, construção e locação de imóveis e distribuir as unidades residenciais ou encaminhar à Diretoria-Geral concessão de auxílio-moradia aos deputados que não residam em imóveis funcionais.

###### Suplentes
Os suplentes, que assim como os secretários, possuem as designações de Primeiro, Segundo, Terceiro e Quarto, de acordo com a ordem decrescente da votação obtida, são responsáveis por substituir os respectivos secretários em suas ausências ou impedimentos.

## Composição atual
A atual composição da Mesa da Câmara dos Deputados é a seguinte:
| Cargo              | Nome                | Partido      | Unidade Federativa |
| ------------------ | ------------------- | ------------ | ------------------ |
| Presidente         | Arthur Lira         | PP           | Alagoas            |
| 1º Vice-presidente | Marcos Pereira      | Republicanos | São Paulo          |
| 2° Vice-presidente | Sóstenes Cavalcante | PL           | Rio de Janeiro     |
| 1° Secretário      | Luciano Bivar       | UNIÃO        | Pernambuco         |
| 2° Secretária      | Maria do Rosário    | PT           | Rio Grande do Sul  |
| 3° Secretário      | Júlio César         | PSD          | Piauí              |
| 4° Secretário      | Lúcio Mosquini      | MDB          | Rondônia           |
| 1° Suplente        | Gilberto Nascimento | PSD          | São Paulo          |
| 2º Suplente        | Pompeo de Mattos    | PDT          | Rio Grande do Sul  |
| 3° Suplente        | Beto Pereira        | PSDB         | Mato Grosso do Sul |
| 4° Suplente        | André Ferreira      | PL           | Pernambuco         |